# Duguetia chrysea
Duguetia chrysea är en kirimojaväxtart som beskrevs av Paulus Johannes Maria Maas. Duguetia chrysea ingår i släktet Duguetia och familjen kirimojaväxter. Inga underarter finns listade i Catalogue of Life.